# Calesiodes punctigera
Calesiodes punctigera là một loài bướm đêm trong họ Noctuidae.